# Редактор тегов
Редактором тегов называют программное обеспечение, используемое для указания и редактирования только тегов файлов мультимедийных форматов. В основном такие редакторы работают с аудиофайлами, например ID3, APEv2 или комментариями Vorbis, но встречаются и инструменты для работы с метаданными файлов JPEG, PDF и TIFF.
Единственной целью таких программ является добавление или обновление метаданных для упрощения сортировки или группирования, например музыкальных, коллекций файлов. В редакторах реализована пакетная обработка, позволяющая редактировать одновременно несколько файлов.

## Технологии тегирования аудиофайлов

### Вручную
Кроме редакторов отмечать теги можно и во многих проигрывателях. Они тоже могут отмечать всю информацию о песне, её композиторе и годе появления. Редакторы тегов имеют более развитые возможности, включая пакетную обработку, создание тегов на основе имени файла.

### Музыкальные базы данных
Часть редакторов использует онлайн-базы данных для поиска информации о композициях. Есть целый ряд доступных баз, например Gracenote, Discogs, freedb, Zortam или MusicBrainz. В случае успешного поиска, всю найденную информацию можно скачать. Этот процесс является полуавтоматическим, так как результатами поиска может быть несколько, иногда некорректных, значений.

### Акустические отпечатки
Акустическим отпечатком называют уникальный генерируемый на основе формы аудиоволны код. Основываясь на таком уникальном для каждой композиции коде, можно автоматически распознавать музыку и присваивать ей актуальные теги. Практическое применение такого метода может использоваться для обширного мониторинга и идентификации прослушиваемых музыкальных композиций, мониторинга в одноранговых сетях, управлении библиотеками звуковых эффектов, видеоидентификации.

### Хеширование
Для поиска расположения музыкальных файлов можно использовать технологии хеширования, например MD5. Такие технологии очень чувствительны к любым изменениям в файлах, будь то добавление тишины, появление ошибок чтения с CD, изменении алгоритма сжатия, применяемого например в MP3-файлах, изменении уровня звука — всё это меняет уникальный «отпечаток». Их можно использовать для первичного поиска дубликатов одного файла в больших коллекциях, но для поиска дубликатов в понимании человека необходимы более совершенные алгоритмы.

## Список редакторов
Тут приведён список некоторых редакторов. Медиаплееры обычно тоже имеют возможность редактирования тегов, но сюда они не включены.

### Аудиофайлы
- Свободное и открытое программное обеспечение:
  - EasyTag — Работает с форматами MP3, MP2, FLAC, Ogg, MP4, Musepack MPC и Monkey’s Audio (APE). Версии для Linux и Windows.
  - Ex Falso — Работает с MP3, Ogg, FLAC, Musepack MPC, Wavpack, MP4, WMA, MIDI, Monkey’s Audio. Версии для Windows, Linux, Mac OS и FreeBSD. (англ.)
  - Kid3 — Работает с MP3, Ogg/Vorbis, FLAC, Musepack MPC, MP4/AAC, MP2, Opus, Speex, TrueAudio, WavPack, WMA, WAV, AIFF, а также с модульными трекерными форматами (MOD, S3M, IT, XM). Версии для FreeBSD, Linux, Mac OS и Windows. (англ.)
  - MusicBrainz Picard — Работает с MP3, Ogg, FLAC, Musepack, WavPack, OptimFROG, Monkey’s Audio, MP4, WMA. Версии для FreeBSD, Linux, Mac OS и Windows. (англ.)
  - puddletag — Работает с FLAC, APE, MP3, MPEG-4, MPC, OGG, OptimFROG, TAK, WMA, WavPack. Версии для FreeBSD и Linux. (англ.)
- Проприетарное программное обеспечение:
  - Проводник Windows — Имеет ограниченные возможности при работе с MP3 и WMA
  - Jaikoz — Коммерческая сборка для Windows, Linux и OS X использующая базу MusicBrainz. Поддерживает работу с картинками обложек альбомов и с текстами песен. (англ.)
  - Mp3tag — Бесплатное программное обеспечение для Windows. Работает с FLAC, APE, MP3, MPEG-4, MPC, OGG, OptimFROG, TAK, WMA, WavPack.
  - Sound Normalizer — Версия для Windows
  - TagScanner — бесплатный редактор тегов для Windows. Поддерживает FLAC, MP3, MPEG-4, OGG, WAV, WMA и другие форматы. Может генерировать теги из имени файлов и наоборот.

### Графические файлы
- Свободное и открытое программное обеспечение:
  - jBrout — Версии для Linux и Windows. (англ.)
  - ExifTool — Также работает с некоторыми аудио- и видеофайлами. Версии для Windows, Linux и OS X. (англ.)
  - DigiKam — Версии для Linux, FreeBSD, OS X и Windows.
  - F-Spot — Версии для UNIX-подобных операционных систем.
  - gThumb — Версии для UNIX-подобных операционных систем.
  - Shotwell — Версии для UNIX-подобных операционных систем.
- Проприетарное программное обеспечение:
  - iPhoto — Версии для OS X.
  - Picasa — Версии для Windows, Linux и OS X.
  - IrfanView — Версии для Windows, OS X и через Wine для Linux.

### Видеофайлы
- Проводник Windows имеет небольшие возможности для редактирования MP4 и WMV.